# Ellilänsaari
Ellilänsaari är en ö i Finland. Den ligger i sjön Ala-Kintaus och i kommunen Petäjävesi i den ekonomiska regionen  Jyväskylä och landskapet Mellersta Finland, i den centrala delen av landet, 240 km norr om huvudstaden Helsingfors. Öns area är 11,5 hektar och dess största längd är 0,6 kilometer i nord-sydlig riktning.  Det har varit en gård med jordbruk på ön till och med 1960-talet.